# Johann Georg Arnold von Brokes
Johann Georg Arnold von Brokes (* 27. April 1773 in Lübeck; † 11. Februar 1825 ebenda) war Jurist und Ratsherr der Hansestadt Lübeck.

## Leben
Johann Georg Arnold von Brokes war ein Sohn des Lübecker Ratsherren Christian von Brokes (1747–1802), welcher der Zirkelgesellschaft angehörte und 1773 nobilitiert worden war, und seiner Frau Margaretha Cecilie (1755–1828), geb. Wibbeking. Im Alter von 11 Jahren erhielt er am 19. März 1785 eine Domherrenstelle am Lübecker Dom. Dabei handelte es sich um die durch den Tod des Domdekans Christian August von Eyben freigewordene Präbende, die im Turnus vom Fürstbischof Friedrich August vergeben wurde. Zum Nachweise seiner Stiftfähigkeit legte sein Vater das ihm vom Kaiser 1773 verliehene Adelsdiplom vor.
Er studierte an den Universitäten Jena und Göttingen. In Jena gehörte er 1799 zu den Unterzeichnern einer studentischen Petition gegen die Entlassung von Fichte. In Göttingen wurde er 1805 zum Dr. jur. promoviert. Nach dem Studium wurde er 1806 Protokollist der Wette. 1822 wurde Brokes Ratsherr der Stadt und war im Obergericht und in der Vormundschaftsbehörde tätig. Weiter wurde er Mitglied der Steuerdeputation und der Zentral-Armendeputation der Stadt.
Er heiratete am 2. Juni 1807 Johanna Catharina Blohm, eine Tochter des Kaufmanns Johann Christian Blohm.

## Schriften
- Erinnerungen an Herrn Christian von Brokes, Mitglied des Senats in der Reichsstadt Lübeck, und Ritter des Dreieinigkeitsordens vom Zirkel. Römhild, Lübeck 1803
- Dissertatio inauguralis iuridica De foro delicti commissi in possessoriis remediis unico competente, Dieterich, 1805